# Alfa Romeo Giulia Spider
L'Alfa Romeo Giulia Spider è un'autovettura costruita dalla casa automobilistica italiana Alfa Romeo dal 1962 al 1965.

## Il contesto

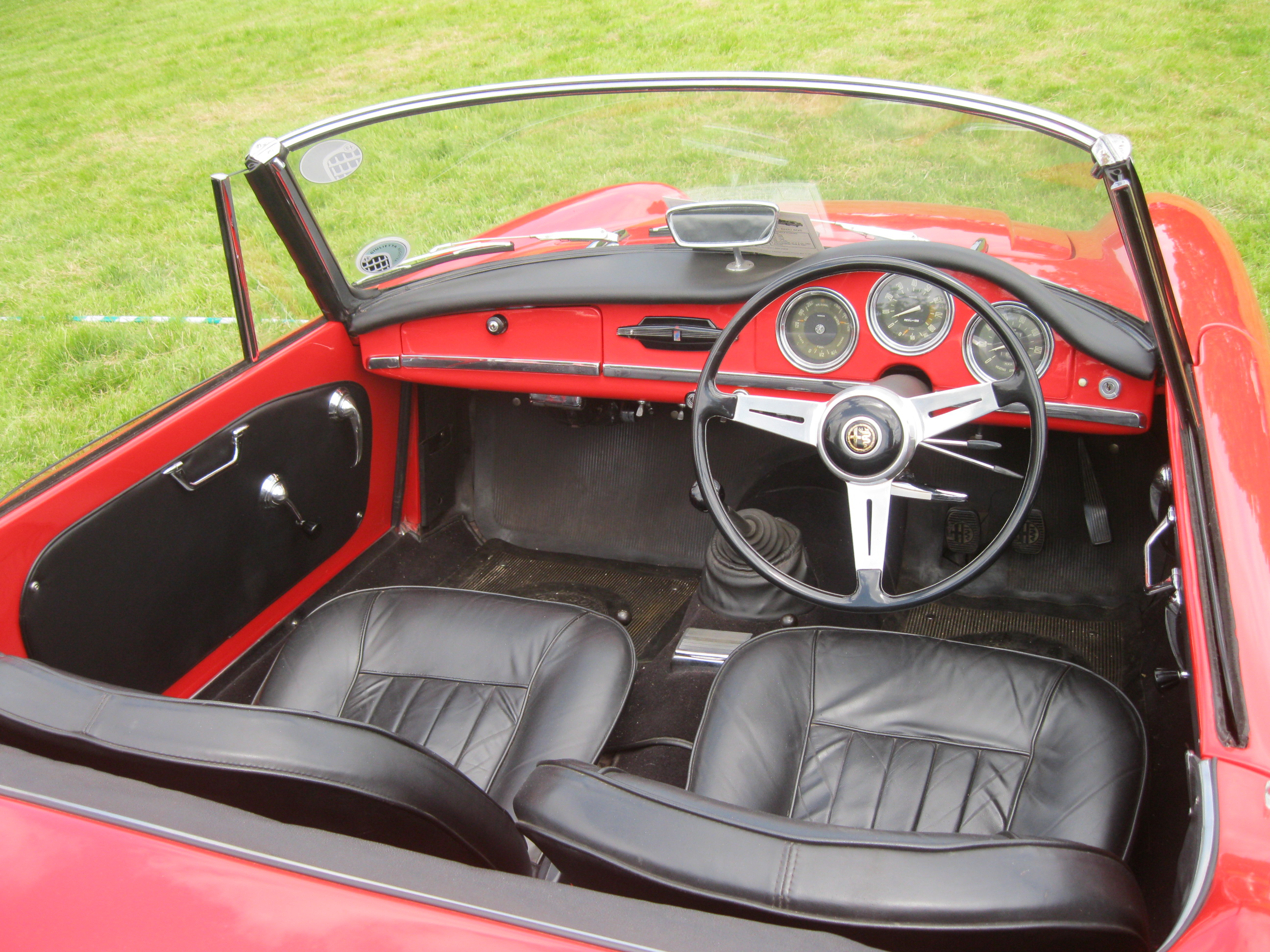
Interni di una Alfa Romeo Giulia Spider del 1964 con guida a destra

L'evoluzione delle vetture nei primi anni 60 portarono l'Alfa Romeo ad incrementare la cilindrata e le prestazioni della Giulietta Spider. La Giulia 1600 Spider "serie 101.23" nasce come l'evoluzione dalla Giulietta Spider "serie 101.03". Le auto sono quasi identiche dal punto di vista estetico, tranne che per l'esistenza di una finta presa d'aria sul cofano della Giulia necessaria per ospitare il nuovo motore e per la dicitura "1600" sulla coda di quest'ultima. Altre differenze ci sono negli interni, più precisamente nelle caratteristiche del volante, ora a tre razze e nella grafica degli strumenti, tranne che nei primi esemplari nei quali erano identici a quelli del modello precedente.
A partire dalla primavera 1964 di questo modello fu commercializzata anche una versione Veloce, denominata "serie 101.18", che montava un propulsore più potente in grado di offrire maggiori prestazioni. Questa ultima versione rappresenta il massimo sviluppo prestazionale delle serie "Giulietta Spider" e "Giulia Spider".

## Caratteristiche tecniche
Il motore era un quattro cilindri in linea anteriore e longitudinale da 1570 cm³ di cilindrata. L'alesaggio e la corsa erano rispettivamente 78 mm e 82 mm, mentre il rapporto di compressione era di 9:1. Il basamento e la testata erano fabbricati in lega leggera. La potenza massima erogata dal propulsore era 92 CV a 6 200 giri al minuto per la versione “Normale”, mentre raggiungeva i 112 CV a 6 500 giri al minuto per la “Veloce”.

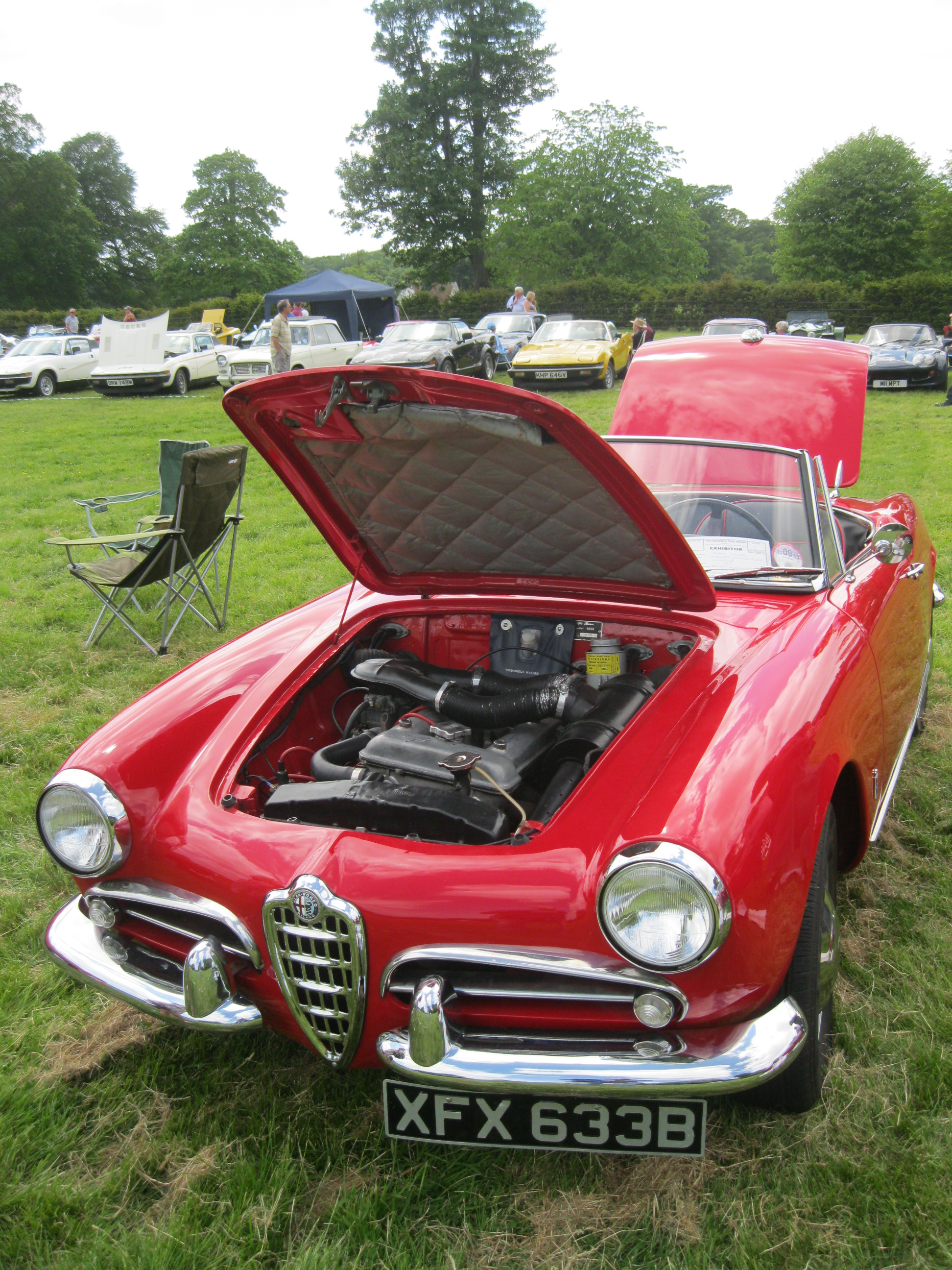
Dettaglio del motore di una Giulia Spider

La distribuzione era formata da due valvole per cilindro che erano mosse da un doppio albero a camme in testa. L'alimentazione della versione “Normale” era assicurata da un carburatore di marca Solex e modello 32 PAIA 5, mentre per la versione “Veloce” i carburatori erano due. Il sistema di raffreddamento era a circolazione d’acqua.
La trasmissione era formata da un cambio sincronizzato manuale a cinque rapporti che aveva il rapporto di riduzione finale di 8/41.
Le prime 5.600 vetture prodotte montavano i freni a tamburo a tre ceppi su tutte e quattro le ruote. Successivamente durante il 1963 furono adottati i freni a disco all'avantreno. Le sospensioni anteriori erano indipendenti ed avevano installata una barra antirollio, mentre in quelle posteriori era presente un ponte rigido.
La velocità massima raggiunta dal modello era di 172 km/h.
Nel maggio 1964 fu presentata la versione "Veloce" che montava due carburatori a doppio corpo che aumentarono la potenza a 112 CV a 6 500 giri al minuto e velocità massima superiore ai 180 km/h.

## Produzione
Dal 1962 al 1965 furono costruiti 8 850 esemplari di Giulia Spider “Normale” (oltre a 400 con guida a destra) e 1 091 di Giulia Spider “Veloce”.